# 科布扎里夫卡 (特諾皮爾州)
49°43′32″N 25°27′16″E / 49.72556°N 25.45444°E
科布扎里夫卡（羅馬化：Kobzarivka）是烏克蘭的村落，位於該國西部捷爾諾波爾州，由捷尔诺波尔区負責管轄，處於塞雷特河左岸，分別距離伊萬基夫齊1.5公里和韋爾泰爾卡2公里，始建於1463年，面積1.76平方公里，2001年人口411。